# Hans Wellmann (Linguist)
Hans Wellmann (* 3. Juni 1936 in Suttorf, Niedersachsen; † 1. März 2012 bei Augsburg) war ein deutscher Linguist und Germanist.

## Leben
Nach seinem Abitur am Max-Planck-Gymnasium Bielefeld studierte er von 1956 bis 1958 Chemie in Würzburg, danach bis 1963 in Bonn Sprachwissenschaft, Literaturwissenschaft, Philosophie und Geographie. 1963 und 1964 war er Wissenschaftlicher Assistent für das Fach Geographie an der RWTH Aachen, bevor er bis 1967 als Assistent im Fach Germanistik in Bonn tätig wurde und in diesem Jahr über das Thema Kollektiva und Sammelwörter im Deutschen promovierte.
Nachdem er an Forschungsprojekten am Institut für Deutsche Sprache mitgewirkt und einen Lehrauftrag an der Universität Innsbruck angenommen hatte, habilitierte er sich dort im Jahre 1976. Noch im selben Jahr wurde er ordentlicher Professor für Germanistische Linguistik an der Universität Osnabrück. Von 1978 bis zu seiner Emeritierung 2004 war er ordentlicher Professor für Deutsche Sprachwissenschaft an der Universität Augsburg.
Wellmann war Autor und Herausgeber zahlreicher Veröffentlichungen.
Er verstarb am 1. März 2012.

## Auszeichnungen
- Ehrenprofessur der Akademie für Wirtschaft und Recht, Chabarowsk
- Ehrendoktor der Humanwissenschaftlichen Universität Chabarowsk
- Ehrendoktor der Universität Suczawa

## Schriften (Auswahl)
- Kollektiva und Sammelwörter im Deutschen, 1969
- Deutsche Wortbildung – Teil 2: Das Substantiv, 1975
- Synchrone und diachrone Aspekte der Wortbildung im Deutschen, 1993
- Grammatik, Wortschatz und Bauformen der Poesie in der stilistischen Analyse ausgewählter Texte, 1998